# 万代町 (横浜市)
万代町（ばんだいちょう）は、神奈川県横浜市中区の町名。関内駅から伊勢佐木長者町駅の間に位置し、現行行政地名は万代町1丁目から万代町3丁目 （字丁目）。住居表示未実施区域。

## 地理

### 隣接する地区
- 蓬莱町
- 不老町
- 長者町

## 歴史

### 沿革
1871年（明治3年）神奈川県知事は、横浜港と根岸湾とを結ぶ運河・堀割川の開削と、その土砂を利用した吉田新田南一ツ目の遊水池（一ツ目沼）の埋め立てを企画。吉田新田を開墾した吉田勘兵衛（子孫）と吉田常次郎、渋谷市右衛門がこれに応じ、横浜商人4人を加え、ウォルシュ商会からも借り入れをして1874年に工事が完了した。
中村川と派大岡川、埋め立てと共に開削された吉田川と日之出川に囲まれた埋立地は、瑞祥地名として北から万代町・不老町・翁町・扇町・寿町・松影町と名付けられた。
その工事費は膨大なものになり、返済不能となって一時は外交問題に発展するが、政府が負債を肩代わりして全て官有地となった。折りしも同年に相生町の火災が発生、罹災者に当地を無償で貸与。さらに発生した元町の火災でも同様の措置を実施したため住民が急増、馬車道に次ぐ繁華街となった。しかし1903年の大火で、繁華街は伊勢佐木町へと移ってしまう。
1878年に横浜区へ、1889年に横浜市へ、1927年には横浜市中区へ編入される。
1978年には大岡川が埋め立てられて首都高速神奈川1号横羽線に、吉田川が埋め立てられ大通り公園になっている。

## 世帯数と人口
2025年（令和7年）6月30日現在（横浜市発表）の世帯数と人口は以下の通りである。
| 丁目        | 世帯数  | 人口  |
| ----------- | ------- | ----- |
| 万代町1丁目 | 11世帯  | 12人  |
| 万代町2丁目 | 154世帯 | 212人 |
| 万代町3丁目 | 169世帯 | 235人 |
| 計          | 334世帯 | 459人 |

### 人口の変遷
国勢調査による人口の推移。
| 年                 | 人口 |
| ------------------ | ---- |
| 1995年（平成7年）  | 81   |
| 2000年（平成12年） | 195  |
| 2005年（平成17年） | 396  |
| 2010年（平成22年） | 381  |
| 2015年（平成27年） | 488  |
| 2020年（令和2年）  | 489  |

### 世帯数の変遷
国勢調査による世帯数の推移。
| 年                 | 世帯数 |
| ------------------ | ------ |
| 1995年（平成7年）  | 48     |
| 2000年（平成12年） | 122    |
| 2005年（平成17年） | 221    |
| 2010年（平成22年） | 225    |
| 2015年（平成27年） | 265    |
| 2020年（令和2年）  | 285    |

## 学区
市立小・中学校に通う場合、学区は以下の通りとなる（2024年11月時点）。
| 丁目        | 番地 | 小学校               | 中学校                 |
| ----------- | ---- | -------------------- | ---------------------- |
| 万代町1丁目 | 全域 | 横浜市立南吉田小学校 | 横浜市立横浜吉田中学校 |
| 万代町2丁目 | 全域 | 横浜市立南吉田小学校 | 横浜市立横浜吉田中学校 |
| 万代町3丁目 | 全域 | 横浜市立南吉田小学校 | 横浜市立横浜吉田中学校 |

## 事業所
2021年現在の経済センサス調査による事業所数と従業員数は以下の通りである。
| 丁目        | 事業所数 | 従業員数 |
| ----------- | -------- | -------- |
| 万代町1丁目 | 27事業所 | 490人    |
| 万代町2丁目 | 29事業所 | 819人    |
| 万代町3丁目 | 12事業所 | 61人     |
| 計          | 68事業所 | 1,370人  |

### 事業者数の変遷
経済センサスによる事業所数の推移。
| 年                 | 事業者数 |
| ------------------ | -------- |
| 2016年（平成28年） | 78       |
| 2021年（令和3年）  | 68       |

### 従業員数の変遷
経済センサスによる従業員数の推移。
| 年                 | 従業員数 |
| ------------------ | -------- |
| 2016年（平成28年） | 1,378    |
| 2021年（令和3年）  | 1,370    |

## 施設
- 大通り公園
- 関東学院大学 横浜・関内キャンパス
- 横浜ふれあいホスピタル
- 技能文化会館
- 日之出川公園

## その他

### 日本郵便
- 郵便番号：231-0031[3]（集配局：横浜港郵便局[15]）

### 警察
町内の警察の管轄区域は以下の通りである。
| 丁目        | 番・番地等 | 警察署         | 交番・駐在所 |
| ----------- | ---------- | -------------- | ------------ |
| 万代町1丁目 | 全域       | 伊勢佐木警察署 | 長者町交番   |
| 万代町2丁目 | 全域       | 伊勢佐木警察署 | 長者町交番   |
| 万代町3丁目 | 全域       | 伊勢佐木警察署 | 長者町交番   |